# Naunstadt
Naunstadt ist ein Ortsteil von Grävenwiesbach im hessischen Hochtaunuskreis.

## Geographie
Das Dorf liegt im östlichen Hintertaunus, etwa zwei Kilometer südlich von Grävenwiesbach und wird vom Steinkertzbach durchflossen, welcher vom 2 Kilometer im Osten liegenden Hundstadt kommt und zur Mündung in den Wiesbach unterhalb von Mönstadt 2,5 Kilometer westlich fließt. Naunstadt liegt im Naturpark Taunus. Höchste Erhebungen bei Naunstadt sind der Hardtküppel mit 367 Metern über NN und der Pinnköppel mit 400 Metern über NN.

## Geschichte
Das Gebiet von Naunstadt wurde bereits in vorgeschichtlicher Zeit besiedelt. Östlich von Naunstadt wurde ein langobardischer Urnenfriedhof entdeckt. Naunstadt selbst entstand ebenso wie Hundstadt und Mönstadt als Ausbauort zu Grävenwiesbach. Der Ort wird erstmals unter dem Namen „Nuvinstaide“ (Neue Stätte) im Jahr 1301 urkundlich erwähnt. Zwischen 1570 und 1659 befand sich der sogenannten „Kellerhof“, ein Nassau-Usingener Lagerhof, in Naunstadt.
Der Ort wurde bei einem Großbrand im April 1826 weitgehend zerstört, mit dem Neuaufbau verlagerte sich der Ortskern in die Gegend um das alte Rathaus. 1841 wurde erstmals eine eigene Schule eingerichtet. Der Schulbetrieb fand zunächst im alten Rathaus, später in einem eigenen Schulgebäude statt. Seit 1967 ist die Schule geschlossen, Kinder im Grundschulalter besuchen die Wiesbachschule in Grävenwiesbach, weiterführender Unterricht findet in Usingen statt.
Das alte Rathaus dient heute als Vereinsheim der Vogelschutzgruppe Grävenwiesbach. Im Jahr 1932 wurde die Freiwillige Feuerwehr Naunstadt gegründet, sie ist im Dorfgemeinschaftshaus untergebracht.
Hessische Gebietsreform
Im Zuge der Gebietsreform in Hessen fusionierten zum 31. Dezember 1971 die bis dahin selbständigen Gemeinden  Grävenwiesbach, Heinzenberg, Hundstadt, Laubach, Mönstadt und Naunstadt freiwillig zur erweiterten Gemeinde Grävenwiesbach. Für das Gebiet der sechs früheren Gemeinden wurden per Hauptsatzung jeweils Ortsbezirke errichtet.

## Politik
Ortsbeirat
Für Naunstadt besteht ein Ortsbezirk (Gebiete der ehemaligen Gemeinde Naunstadt) mit Ortsbeirat und Ortsvorsteher nach der Hessischen Gemeindeordnung.
Der Ortsbeirat besteht aus fünf Mitgliedern. Bei den Kommunalwahlen in Hessen 2021 betrug die Wahlbeteiligung zum Ortsbeirat 65,40 %. Dabei wurden gewählt: ein Mitglied der CDU, drei Mitglieder der „Freien Wählergemeinschaft Grävenwiesbach“ (FWG) und ein Mitglied der Liste „Unabhängige Bürger“ (UB). Der Ortsbeirat wählte Wolfgang Faulhaber (FWB) zum Ortsvorsteher.

## Sehenswürdigkeiten
|  |  |  |

### Persönlichkeiten
- Conrad Schreiner (1829–1895), Bürgermeister von Naunstadt 1856 bis 1876 und Mitglied des Provinziallandtages der Provinz Hessen-Nassau